# PGC 197665
LEDA/PGC 197665 ist eine Elliptische Galaxie im Sternbild Fische auf der Ekliptik. Sie ist schätzungsweise  Millionen Lichtjahre von der Milchstraße entfernt und hat einen Durchmesser von etwa 230.000 Lichtjahren. Vom Sonnensystem aus entfernt sich das Objekt mit einer errechneten Radialgeschwindigkeit von näherungsweise 19.600 Kilometern pro Sekunde.
Im selben Himmelsareal befinden sich unter anderem die Galaxien NGC 7608, NGC 7611, PGC 71085, PGC 214939.